# 브리트니 앤 퍼틀
브리트니 앤 퍼틀(영어: Brittany Anne Pirtle, 1989년 12월 27일 캘리포니아주 샌디에고 ~ )은 미국의 영화 배우이다. 2012년에 방송된 니켈로디언의 텔레비전 드라마 《파워레인저 사무라이》에서 에밀리, 옐로우 사무라이 레인저 역할을 맡았다.